# Petre Dumitrescu

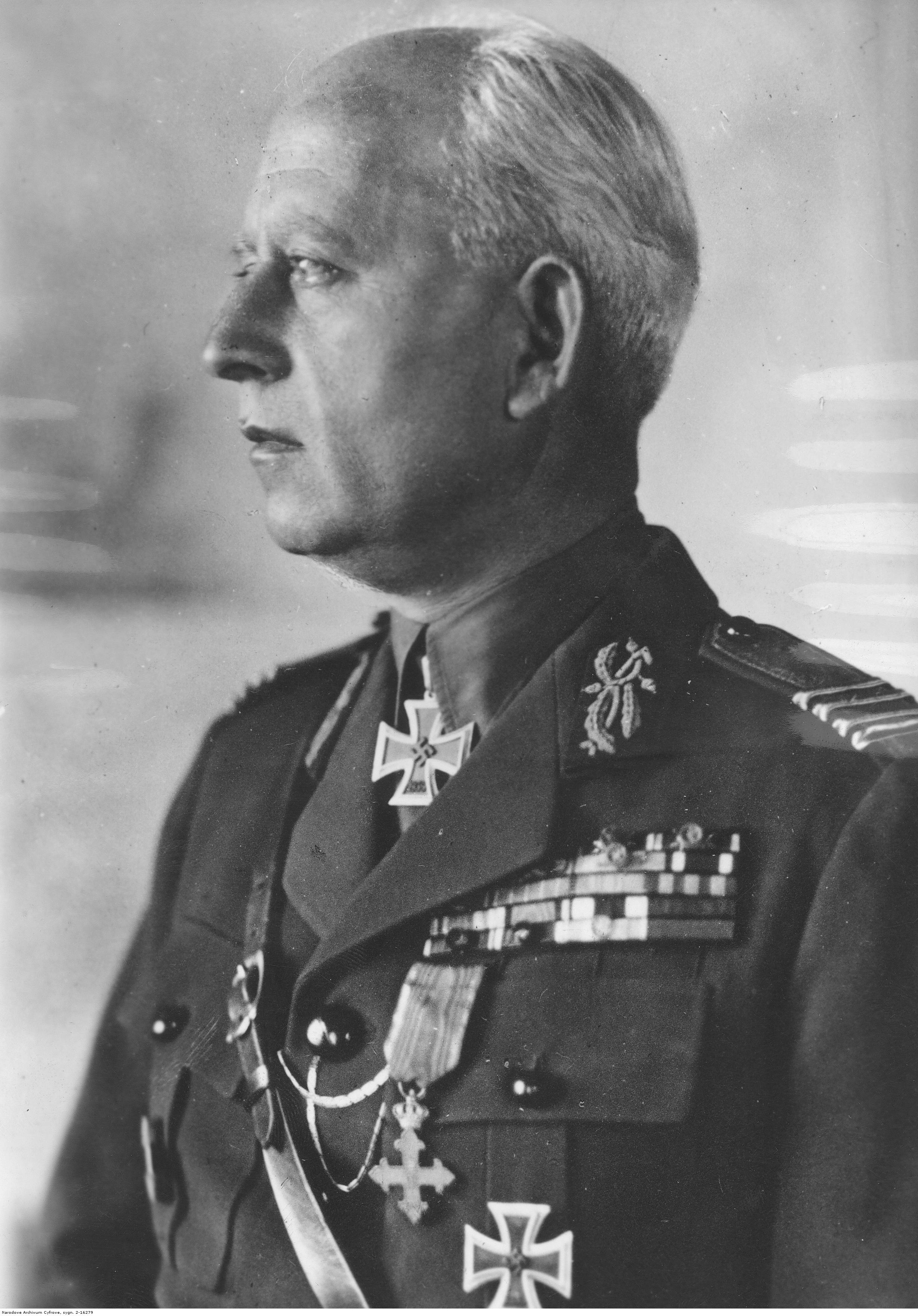
Petre Dumitrescu (1944)

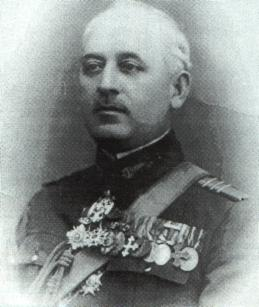
Petre Dumitrescu

Petre Dumitrescu (* 18. Februar 1882 in Dobridor; † 15. Januar 1950 in Bukarest) war ein rumänischer General im Zweiten Weltkrieg. Er führte die dritte rumänische Armee im Krieg gegen die Sowjetunion im Südwesten.

## Frühes Leben und militärische Karriere
Dumitrescu wurde in Dobridor im Kreis Dolj geboren. Er begann 1901 seine militärische Ausbildung an der Artillerie- und Pionieroffizierschule und schloss sie 1903 im Rang eines Unterleutnant ab. Dumitrescu wurde 1906 zum Leutnant befördert und dann fünf Jahre später zum Hauptmann. In diesem Jahr wurde er zur weiteren Ausbildung an die Militärakademie in Bukarest kommandiert, welche er 1913 abschloss.
Im Laufe des Ersten Weltkrieges wurde Dumitrescu 1916 zum Major und 1917 zum Oberstleutnant befördert. 1930 wurde er Brigadegeneral und 1937 Divisionsgeneral. Zwischen 1937 und dem Beginn des Zweiten Weltkrieges diente er als Militärattaché in Paris und Brüssel. Nachdem er nach Rumänien zurückgekehrt war, wurde ihm das Kommando über die 1. Armee übertragen.

## Kommandant der 3. Armee

### Anfängliche Erfolge
Am 25. März 1941 erhielt er das Kommando über die 3. Armee und behielt es bis Kriegsende. Am 5. Juli 1941 griff er im Rahmen des Unternehmens Barbarossa die nördliche Bukowina an und nahm Chernivtsi, womit das am 28. Juni 1940 von den Sowjets besetzte Gebiet zurückerobert wurde. Dann überquerte er die Prut, um das nördliche Bessarabien zurückzuerobern. Die deutsche 11. Armee deckte Dumitrescus rechte Flanke, während er weiter zur Dnister vorrückte. An diesem Punkt wechselte er mit der deutschen 11. Armee die Ziele, und die Deutschen rückten weiter über die Dnister in Richtung des Südlichen Bug, wobei Dumitrescu zurückblieb und das rumänische Territorium sicherte. Im September dieses Jahres schlug Dumitrescu einen sowjetischen Versuch, die Dnister im Osten hinter der deutschen 11. Armee zu überqueren, zurück.
Nachdem Hitler Ion Antonescu überzeugen konnte, weiter als bis zur Grenze von 1940 vorzurücken, führte Dumitrescu die 3. Armee zur Krim, wo er an der Schlacht am Asowschen Meer teilnahm. Bis zum 10. Oktober hatte die 3. Armee über 1700 Kilometer von Rumänien zurückgelegt, vier größere Schlachten geschlagen und 42 kleinere Gefechte bestritten.
Bis zu diesem Punkt hatte Dumitrescus 3. Armee 15.565 Kriegsgefangene gemacht und besaß 149 Panzer, 128 Geschütze und mehr als 700 Maschinengewehre. Gleichzeitig hatte sie 10.541 Ausfälle, davon 2.555 Tote, 6.201 Verwundete und 1.785 Vermisste.
Am 18. Juli 1942 wurde er zum Generaloberst befördert und war demnach Antonescus Zweiter in der Rangfolge. Kurz nach seiner Beförderung stieß er in Richtung der Taman-Halbinsel zwischen dem Asowschen Meer und dem Schwarzen Meer vor, womit er die Nachschubwege der Deutschen in Richtung Stalingrad sicherte.
Für seine Leistungen im Unternehmen Barbarossa wurde Dumitrescu am 1. September 1942 mit dem Ritterkreuz des Eisernen Kreuzes ausgezeichnet. Am 4. April 1944 bekam er als dritter Rumäne dazu noch das Eichenlaub. Im Oktober 1942 wurde er dann mit dem Militärorden Michael der Tapfere dritter Klasse ausgezeichnet.

### Der Anfang vom Ende
Die deutschen Truppen in Stalingrad benötigten dringende Verstärkung, so dass das Oberkommando des Heeres große Teile von Dumitrescus Truppen in die belagerte Stadt schickte, so dass die dritte Armee weit weniger Truppen zur Verfügung hatte, als für die Verteidigung des 138 km langen Frontabschnitts nötig gewesen wäre. Dies wurde bis zu einem gewissen Grad dadurch ausgeglichen, dass alle rumänischen Truppen im Südwesten der Sowjetunion in der 3. Armee vereinigt wurden. Das OKH ignorierte jedoch seine Warnung bezüglich eines sowjetischen Aufmarsches in dieser Region, genau wie seine wiederholten Vorschläge für einen Angriff auf den Brückenkopf bei Kletskaja.
Im November 1942 begann die Rote Armee dann die Operation Uranus im Südwesten, wobei sie die rumänische Front durchbrach und die Dritte Armee zum Rückzug zwang.
Für kurze Zeit ließ Dumitrescu die dritte Armee sich am Tschir eingraben, wurde jedoch weiter zurückgedrängt. Im Dezember 1943 fiel dann die Entscheidung für einen strategischen Rückzug nach Westen.
Nach dem sowjetischen Durchbruch am Dnjestr war es Dumitrescus Plan, Bukarest zu erreichen und währenddessen jedem Kontakt mit der Roten Armee auszuweichen. Stattdessen jedoch kamen Dumitrescus Truppen in einen Hinterhalt der Roten Armee. Als die Reste der 3. Armee Bukarest erreichten, hatten die Sowjets mehr als 130.000 rumänische Kriegsgefangene gemacht.
Zu diesem Zeitpunkt wechselte Rumänien die Seite und so auch Dumitrescu mit seinen Truppen, so dass seine 3. Armee etwa 4500 deutsche Gefangene machte.

## Nach dem Krieg
Gegen Dumitrescu wurde am 15. Mai 1946 durch die neue kommunistische Regierung ein Verfahren wegen Kriegsverbrechen eröffnet, er wurde jedoch aus Mangel an Beweisen letztendlich freigesprochen. Dumitrescu verstarb 1950 in Bukarest.